# Oligolepis keiensis
Oligolepis keiensis é uma espécie de peixe da família Gobiidae.
Pode ser encontrada nos seguintes países: Moçambique e África do Sul.